# Fierrabras
Fierrabras (D 796; klavírní verze předehry op. 76) je hrdinsko-romantická opera Franze Schuberta o třech jednáních s mluvenými dialogy. Libreto napsal Josef Kupelwieser. Schubert složil operu v době mezi 25. květnem a 2. říjnem 1823. Ačkoliv byla již uvedena na plakátech, k premiéře nakonec nedošlo a opera byla poprvé uvedena až v roce 1897 v dvorním divadle v Karlsruhe.

## Historie
V roce 1822 byl Franz Schubert vyzván, aby pro Divadlo U Korutanské brány (Theater am Kärntnertor) složil romanticko-heroickou operu. Tvorby libreta se ujal sám ředitel divadla Josef Kupelwieser. Námětem se stal epos o Fierabrasovi, jak byl podán v Knize lásky Johanna Gustava Gottlieba Büschinga (Buch der Liebe, 1809). Dalším námětem bylo drama Eginhard a Emma (Eginhard und Emma, 1811). Dále se v schubertovské literatuře spekuluje o dalších vlivech, například epos Píseň o Rolandovi, drama Helminy von Chézy Emma a Eginhard (1817), nebo Calderónova hra La puente de Mantible. Detailní studium textu ale tyto vlivy vyloučilo.
Schubert začal pracovat na opeře v květnu 1823. Práce byly přerušeny jeho nemocí, ale začátkem října 1823 operu dokončil. Mezitím se ale změnila situace v divadle. Nový impresário Domenico Barabaja najal italské pěvce a s velkým úspěchem uváděl Rossiniho opery. Po neúspěchu Weberovy opery Euryanthe dne 25. října 1823 byla již na plakátech oznámená premiéra Fierrabrase zrušena.
Poprvé byla uvedena předehra k opeře v roce 1829 ve Vídeňském Musikvereinu. Uvedení celé opery proběhlo až v roce 1897 ve dvorním divadle v Karsruhe (Hoftheater Karlsruhe, dnes Badisches Staatstheater Karlsruhe) pod taktovkou Felixe Mottla.
Další uvedení proběhla až na přelomu 20. a 21. století:
- 1982: Divadlo Augsburg (režie a výprava: Filippo Sanjust)
- 1988: Divadlo na Vídeňce (dirigent: Claudio Abbado, režie: Ruth Berghaus, později uvedeno ve Vídeňské státní opeře)
- 1994: Opernhaus Wuppertal, Německo (dirigent: Peter Gülke, režisér: Friedrich Meyer-Ertel)
- 2002: Oper Frankfurt (dirigent: Paolo Carignani, režie: Tilman Knabe)
- 2002: Opernhaus Zürich (dirigent: Franz Welser-Möst, režie: Claus Guth)
- 2014: Salcburský festival (dirigent: Ingo Metzmacher, režie: Peter Stein)

## Osoby
| Král Karel Veliký                                          | bas              |
| Emma, jeho dcera                                           | soprán           |
| Roland, rytíř                                              | bas nebo baryton |
| Ogier, francký vojevůdce                                   | tenor            |
| Eginhard, rytíř na dvoře Karla Velikého                    | tenor            |
| Boland, maurský panovník                                   | bas              |
| Fierrabras, jeho syn                                       | tenor            |
| Florinda, jeho dcera                                       | soprán           |
| Maragond, její společnice                                  | soprán           |
| Brutamonte, maurský vojevůdce                              | bas              |
| franští a maurští rytíři a vojáci, dvorní dámy, dívky, lid | sbor             |

## Děj opery

### První jednání

#### Odehrává se na hradě krále Karla v křídle určeném ženám.
Král se svými rytíři je ve válce s Maury. Ženy a dívky zpívají neradostné písně. Emma, dcera Karla Velikého je roněž smutná, protože je tajně zamilovaná do rytíře Eginharda, kterého ale její otec odmítl pro jeho nerovný původ. Eginhard se objevuje a oznamuje králův návrat. Král s rytíři přijíždí do hradu, hrdinný rytíř Roland přivádí zajatce: syna maurského panovníka Fierrabrase. Na Rolandovu přímluvu král propouští Fierrabrase na svobodu a z obou válečníků se stávají přátelé. Král se rozhodl vyslat poselstvo do tábora Maurů s nabídkou míru. Podmínkou je ale přijetí křesťanství a uznání francké nadvlády. V poselstvu má být také Eginhard.
Emma předává Rolandovi věnec vítězství. Fierrabras v ní poznává dívku, do které se před lety v Itálii zamiloval. Svěřuje se Rolandovi a ten mu na oplátku sděluje, že tehdy v Itálii byl také a zamiloval se tam do Fierrabrasovy sestry Florindy. Roland doufá, že se při cestě mírového poselstva s Florindou setká.

#### Proměna - Noční zahrada pod zdmi královského paláce
Eginhard zpívá pod Emminými okny serenádu. Ta jej vpouští do své komnaty. Při odchodu je ale zpozorován a pronásledován zbrojnoši. Při útěku narazí na Fierrabrase, který jej ukryje a sám se vzdá strážím. Král považuje Fierrabrase za svůdce své dcery a nechá jej uvěznit.
Mírové poselstvo se vydává na cestu, slavnostní atmosféru ale hlavní hrdinové nesdílejí, neboť každý má své obavy.

### Druhé jednání

#### Otevřená krajina za franckou hranicí
Rytíři krále Karla překročili hranice francké říše. Rolanda žene vpřed naděje, že znovu spatří svou milovanou Florindu. Eginhard se naopak nemůže smířit se svou zradou Fierbrasse a prosí Rolanda, aby jej nechal chvíli osamotě. Roland souhlasí, ale domlouvají si, že v případě nebezpečí Eginhard signál na roh. Eginhard zůstane sám v rozjímání, ale je záhy zajat maurskými vojáky.

#### Proměna - Palác maurského panovníka Bolanda v Agrimoreu
Florinda touží po Rolandovi a chce se vypravit do světa jej hledat. Její družka Maragond ji varuje, že takový čin by byl zradou maurské říše.
Před maurského vládce Bolanda vojáci předvedli zajatého Eginharda a ten se vládci přiznává, že ublížil jeho synovi Fierbrassovi. Je za to uvržen do vězení.
Franští rytíři opět porazili maurské válečníky a vstupují do Bolandova hradu a nabízejí mu mír, pokud přijme křesťanství a podrobí se králi Karlovi. Jako argument uvádějí fakt, že jeho syn Fierbrass přijal dobrovolně křesťanství. Boland smíření odmítá, zříká se svého syna a francké rytíře uvrhuje do vězení.
Florinda poznává svého milovaného Rolanda a rozhodne se rytířům pomoci, i kdyby ji to mělo stát život.

#### Proměna - vězení v hradní věži maurského vládce
Rytíři propadají beznaději, Roland touží po Florindě a Eginhard se druhům přiznává, že způsobil Fierbrassovo uvěznění. Tu se objevuje Florinda a poskytuje rytířům zbraně i návod k útěku. Rytíři jsou ale přemoženi a znovu uvězněni. Prchnout se podařilo pouze Eginhardovi.

### Třetí jednání

#### Hrad krále Karla
Emma stále touží po svém milenci Eginhardovi. Přiznává se otci k své lásce a prozrazuje mu, že Fierbrass pouze chránil přítele a byl uvězněn neprávem. Král Karel jej osvobozuje a Fierbrass se vydává do boje za osvobození Karlových rytířů.

#### Proměna - vězení v hradní věži maurského vládce
Franští rytíři doufají, že Eginhardův útěk přivolá posily na jejich osvobození. král Boland ale nechává postavit hranici, na které má být upálen Roland. Florinda se otci přiznává ke své lácse k němu a prosí ho, aby směla zemřít se svým milencem. Boland svoluje.
Tu se ale objevují franští válečníci, které vedou Eginhard a Fierrabras. Porazí Maury ale Fierrabras zabrání Eginhardovi, aby zabil Bolanda, jeho otce. Vojáci Karla Velikého slavně vítězí, Boland přijímá křesťanství, dva páry milenců - Eginhard a Emma a Roland a Florinda jsou šťastně sezdáni. Fierrabras zůstává sám.